# 동북중학교
동북중학교(東北中學校)는 대한민국 서울특별시 강동구 둔촌동에 있는 사립 중학교이다.

## 학교 연혁
- 1953년 6월 4일 : 재단법인 창인학원 설립, 이계하 선생 이사장 취임
- 1953년 8월 1일 : 동북중학교, 동북고등학교 명칭 설립 인가, 이창기 선생 초대 교장 취임, 조양중고등학교 부산분교 인수 개교
- 1953년 9월 10일 : 서울 본교 개교
- 1954년 3월 10일 : 동북중학교 제1회 졸업식
- 1954년 4월 1일 : 부산 분교 환도, 서울특별시 장충동2가 166번지에서 본교와 통합
- 1980년 12월 24일 : 강동구 둔촌동 교사로 신축 이전
- 1981년 5월 31일 : 지하 1층, 지상 4층 60실 준공
- 2005년 2월 15일 : 학교법인 창인학원 동북중고등학교 이은택 선생 이사장 취임
- 2024년 9월 1일 : 제18대 교장 이효선 선생 취임

## 참고 자료
- 동북중학교 - 한국교육학술정보원 학교알리미